# Kanonneerbootdiplomatie
Kanonneerbootdiplomatie of kanonneerbootpolitiek is het met militaire middelen (van oorsprong marineschepen zoals kanonneerboten) afgedwongen diplomatiek overleg. Zonder daadwerkelijke oorlogshandelingen wordt een land door een ander land met militaire overmacht onder militaire druk gezet om vanuit een ongunstige positie te onderhandelen.
De bijna-oorlog tussen Nederland en Venezuela in 1908 met als inzet het gezag over Curaçao is daar een voorbeeld van.  
Oorspronkelijk komt de term uit de pre-imperialistische tijd toen koloniale machten onwillige of in opstand zijnde koloniën met hun schepen bestookten om zodoende de rust te doen terugkeren.